# NGC 7082
NGC 7082 је расејано звездано јато у сазвежђу Лабуд које се налази на NGC листи објеката дубоког неба.
Деклинација објекта је + 47° 7' 36" а ректасцензија 21h 29m 17,0s. Привидна величина (магнитуда) објекта NGC 7082 износи 7,2. NGC 7082 је још познат и под ознакама OCL 209.